# Беглянка (фильм)
«Беглянка» (англ. The Runaway) — немой чёрно-белый фильм 1926 года. Считается утерянным.

## Сюжет
Синтия Мид, молодая честолюбивая актриса из Теннесси, случайно попадает из пистолета в своего жениха Джека Гаррисона. Думая, что он мёртв, и понимая, что доказать свою невиновность в суде ей будет проблематично, девушка решает бежать в соседний штат. По пути она сталкивается с горцем Уэйдом Марреллом. Он помогает беглянке попасть в Кентукки и прячет её у себя дома. Там Синтию и находит Гаррисон, который, как оказалось, вовсе не мёртв. Мужчины становятся друзьями — Гаррисон даже спасает Марреллу жизнь во время стычки с его давним врагом. Он хочет увезти Синтию с собой, но девушка полюбила своего спасителя, и остаётся с ним.

## В ролях
| Актёр           | Роль           |
| --------------- | -------------- |
| Клара Боу       | Синтия Мид     |
| Уильям Пауэлл   | Джек Гаррисон  |
| Уорнер Бакстер  | Уэйд Маррелл   |
| Джордж Бэнкрофт | Лешер Скидмор  |
| Эдит Чепмен     | миссис Маррелл |